# 15
Năm 15 là một năm trong lịch Julius. 